# San José (Copán)
San José è un comune dell'Honduras facente parte del dipartimento di Copán.
Il comune venne istituito il 7 marzo 1890.